# Stuart Dallas
Stuart Alan Dallas (Cookstown, Irlanda del Norte, Reino Unido, 19 de abril de 1991) es un exfutbolista norirlandés que jugaba como centrocampista.

## Trayectoria
Dallas hizo su debut en Crusaders F. C. contra Donegal Celtic el 7 de agosto de 2010. El 21 de agosto, anotó sus primeros goles contra Coleraine.
El 12 de abril de 2012 se anunció que Dallas firmó un precontrato con el Brentford F. C. gestionado por Uwe Rosler, en donde se unió al club en julio de ese año. Hizo su debut para el Brentford F. C. (la primera aparición profesional de su carrera) en una victoria por 1-0 sobre Crawley Town el 9 de octubre por la Johnstone's Paint Trophy, saliendo desde el banquillo en el minuto 75 para sustituir a Scott Barron.
El 4 de agosto de 2015 se unió al Leeds United en un contrato de tres años por una suma que se cree que está en alrededor de 1,3 millones de libras.

## Selección nacional
El 27 de mayo de 2011 debutó en la selección absoluta de Irlanda del Norte en un partido por la Copa de Naciones frente a la selección de Gales que terminaría 1-1. Dallas ingresaría en el minuto 63 por Craig Cathcart.
El 31 de mayo de 2015 marcó su primer gol con la selección en un amistoso frente a la selección de Catar, ese gol haría que el encuentro terminara empatado en 1.

## Clubes
| Club                              | País              | Año       |
| --------------------------------- | ----------------- | --------- |
| Crusaders F. C.                   | Irlanda del Norte | 2010-2012 |
| Brentford F. C.                   | Inglaterra        | 2012-2015 |
| Northampton Town F. C. (préstamo) | Inglaterra        | 2013      |
| Leeds United F. C.                | Inglaterra        | 2015-2024 |

## Palmarés

### Campeonatos nacionales
| Título           | Club               | País       | Año  |
| ---------------- | ------------------ | ---------- | ---- |
| EFL Championship | Leeds United F. C. | Inglaterra | 2020 |